# 短柄箭竹
短柄箭竹（学名：Fargesia brevipes）为禾本科箭竹属下的一个种。

## 扩展阅读
- 維基物種上的相關：短柄箭竹